# Калинкин, Михаил Герасимович
Михаил Герасимович Кали́нкин (апрель 1916 года, деревня Подольное, Подольненская волость, Верейский уезд, Московская губерния, Российская империя (ныне сельского поселения Веселёвское, Наро-Фоминский район, Московская область, Россия) — 22 ноября 1943 года, деревня Студенец, Кормянский район, Гомельская область, Белорусская ССР, СССР (ныне Литвиновичского сельсовета, Белоруссия)) — участник Великой Отечественной войны, командир 175-й отдельной штрафной роты 3-й армии Белорусского фронта, капитан. Закрыл своим телом амбразуру пулемёта.

## Биография
Родился в 1916 году в деревне Подольное в крестьянской семье. Окончил 7 классов школы, затем работал трактористом МТС, шофёром районного отдела здравоохранения в городе Верея.
В 1937 (по другим данным 1938) году был призван в РККА. Принимал участие в советско-финской войне 1939—1940 годов. В боях в ходе Великой Отечественной войны участвовал с 26 июля 1941 года.
На начало 1943 года являлся командиром 175-й отдельной армейской штрафной роты 3-й армии. Отличился в боях, длившихся с 13 февраля по 15 марта 1943 года. На тот момент рота была придана 283-й стрелковой дивизии, которая, занимая позиции западнее шоссе Мценск — Орёл, пыталась развить наступление на Болхов. Штрафная рота, которой командовал капитан Калинкин, в ходе наступления на деревню Городище первой ворвалась в траншеи и целиком овладела деревней, а затем и удержала её до подхода частей дивизии. Капитан Калинкин был ранен, но не оставил поле боя. После этого боя весь осуждённый состав штрафной роты был досрочно освобождён со снятием судимости. Капитан Калинкин был представлен к ордену Отечественной войны 2-й степени, но был награждён орденом Красной Звезды (18 апреля 1943 года).
В июле 1943 года дивизия продолжала вести бои в том же районе, пытаясь прорвать оборону противника в ходе Болховско-Орловской операции. М. Г. Калинкин, командуя той же ротой, отличился вновь и вновь был награждён орденом Красной Звезды (24 августа 1943 года).
12 ноября 1943 года 3-я армия на заключительном этапе Гомельско-Речицкой операции перешла в наступление севернее Жлобина в направлении на Бобруйск. 175-я отдельная штрафная рота была придана 121-й гвардейской стрелковой дивизии и была брошена на прорыв укреплённого узла в деревне Студенец. Капитан Калинкин, командуя ротой, первым ворвался в траншею противника, уничтожил из автомата 12 солдат и офицеров противника, затем в рукопашной схватке ещё 3 солдат. Во время преследования отступающих, рота была задержана пулемётным огнём. Командир роты, уже будучи раненым, подбежал к дзоту, и бросил в него две гранаты. В это время был ранен вторично, подполз к дзоту и закрыл его своим телом, бросив внутрь ещё одну гранату.
Был похоронен в братской могиле в деревне Рудня, уже западнее того рубежа, на котором погиб. В 1958 году был перезахоронен в братской могиле в деревне Костюковка.
Указом Президиума Верховного Совета СССР «О присвоении звания Героя Советского Союза генералам, офицерскому, сержантскому и рядовому составу Красной Армии» от 15 января 1944 года за «образцовое выполнение боевых заданий командования на фронте борьбы с немецкими захватчиками и проявленными при этом отвагу и геройство» капитану Калинкину Михаилу Герасимовичу посмертно присвоено звание Героя Советского Союза.
Памятник герою и мемориальная доска установлены в деревне Студенец Гомельской области. В деревне Литвиновичи и посёлке Корма его именем названы улицы; также имя героя занесено в Большую Белорусскую энциклопедию.